# Gura Vadului
Gura Vadului là một xã thuộc hạt Prahova, România. Dân số thời điểm năm 2002 là 2549 người.